# Berengar Raimund II. (Barcelona)
Berengar Raimund II., auch spanisch Berenguer Ramón II. el Fratricida ‚Berengar Raimund II. der Brudermörder‘, (* 1053/54; † 1097) war bis zu seinem Tod Graf von Barcelona.

## Leben
Berengar war ein Sohn des Grafen Raimund Berengar I. und dessen dritter Ehefrau Almodis (1020–1071), Tochter des Grafen Bernard I. von La Marche. Nach dem Tod des Vaters im Jahr 1076 regierte er die Grafschaft Barcelona nach dem Willen des Verstorbenen zunächst gemeinsam mit seinem Zwillingsbruder Raimund Berengar II. Zwischen den Brüdern kam es, was die gemeinschaftliche Herrschaft betraf, immer wieder zu Streitigkeiten. Dies blieb auch Papst Gregor VII. nicht verborgen, der zu ihrem Vater ein freundschaftliches Verhältnis pflegte. Er richtet aAm 2. Januar 1079 ein Schreiben an den Bischof Berenguer Guifré von Girona, in dem er diesen aufforderte, gemeinsam mit den Äbten von Thomières, Ripoll und S. Cugat del Vallés zwischen diesen zu vermitteln. Sollte dies nicht gelingen und sie ihren Zwist nicht beilegen, so werde er sie als „membrum diaboli“ aus der Kirche ausschließen. Sollten sie sich hingegen als gehorsam erweisen stünde er ihnen mit allen Mitteln bei. Als Zeichen ihres guten Willens und des Gehorsams erscheinen die Brüder am 20. Juni 1079 gemeinsam bei dem Abt Frotard von Thomières, dem sie eine Schenkung machten. Schließlich teilten sie ihren Besitz untereinander auf. Als sein Bruder am 5. Dezember 1082 bei einem Jagdausflug umkam, wurde Berengar als alleiniger Regent über die Grafschaft anerkannt. Es wurde jedoch die Bedingung aufgestellt, dass er von seinen Ämtern zurücktreten müsse, sobald sein Neffe das Alter von fünfzehn Jahren erreicht habe und die Regierung selbst führen könne. Gerüchte und Anschuldigungen führten dazu, dass Berengar bezichtigt wurde, er habe seinen Bruder daher töten lassen, um die Alleinherrschaft zu erlangen. Um das Jahr 1086 misslang der Versuch, das unter der Schutzherrschaft von El Cid (Rodrigo Díaz de Vivar) stehende maurische Fürstentum Valencia zu erobern. Auslöser für die Streitigkeiten mit Vivar war ein Vorfall, der sich bei seinem Aufenthalt 1076/1077 in Barcelona ereignete und bei dem er die Gastfreundschaft der Brüder verletzt haben soll und einen Verwandten Berenguer verletzte, ohne Genugtuung zu leisten. Im Frühjahr 1089 unternahm er einen Feldzug, der sehr erfolgreich verlief und bei dem er Tarragona eroberte. Er ließ den Staudamm restaurieren und die Wege zu den Städten Tortosa und Lérida pflastern. Im Jahr 1090/1091 übertrug er Papst Urban II., „sein ganzes Erbland, besonders die Stadt Tarragona, mit entsprechender Lehnszinsverpflichtung, [… damit …] wurde die Grafschaft Barcelona, in den päpstlichen Lehnsverband einbezogen.“
Als sich der Verdacht erhärtete, dass er, was in jenen Zeiten nicht unüblich war, an der Ermordung seines Bruders beteiligt war, wurde er seines Throns enthoben. Er schloss sich Gottfried von Bouillon an, der damals den Ersten Kreuzzug anführte und folgte diesem nach Jerusalem ins Heilige Land, wo er auch um 1097 starb. Seine Nachfolge trat sein Neffe Raimund Berengar III. an.

## Der ungeklärte Brudermord
Das Testament des Vaters hatte festgelegt, dass im Falle des Todes eines seiner beiden Söhne, demjenigen die alleinige Herrschaft zufallen solle, der übrig sei. Der gewaltsame Tod des Grafen Ramón Berenguer löste zunächst Betroffenheit aus, da zu diesem Zeitpunkt kein Täter benannt werden konnte, so dass Berengar unangefochten den Grafenthron übernahm. Es gab jedoch schnell den Verdacht, dass er etwas mit dieser Tat zu tun hatte. Seine Schwägerin Mathilde (Mahalta) befand sich zum Zeitpunkt der Ermordung ihres Ehemanns in Ródez, wo sie erst einen Monat zuvor ihren Sohn Raimund zur Welt gebracht hatte. Dort erfuhr sie von seinem Tod und wandte sich am 21. Januar 1083 die Brüder Guillermo und Arberto Ramón, um sich von ihnen 1.000 Mancusos zu leihen, um sich und ihre Kinder zu versorgen. Einige katalanische Adlige und Barone kamen zu ihr und boten dem Erben des Grafen Ramón Berenguer ihre Schwerter zur Unterstützung und Verteidigung an. Sie schlossen sich zusammen und versprachen den Mörder des Grafen zu suchen und den Tod von Ramón Berenguer an allen zu rächen, die daran beteiligt waren. Am 19. Mai 1085 wurde eine Versammlung der Edelleute einberufen, um dem Waisenkind einen Vormund zu geben. Diese Vormundschaft wurde dem Guillermo Ramon I., Conde de Cerdaña für einen Zeitraum von zehn Jahren anvertraut und die Witwe und ihr Sohn worden unter seinen Schutz gestellt und in die Obhut seiner Frau gegeben.
Berenguer gelang es jedoch im Juni 1086 die Vormundschaft über seinen Neffen an sich zu reißen und damit die Vereinbarung bezüglich des Grafen von Cerdaña aus der Versammlungen von 1085 aufzuheben. Er erhielt diese für 11 Jahre. Seine Schwägerin Mathilde heiratete etwa zu dieser Zeit Aymerico I. de Narbonne, mit dem sie weitere Kinder hatte.
Die getreuen Edelleute, die die Versammlung 1085 abgehalten hatten, waren es nun die Berengar 1095 vor das Tribunal von Alfons VI. von León und I. von Kastilien zitierten, wo sie ihn der Ermordung seines Bruders beschuldigten. Sie zwangen ihn seine Ehre zu verteidigen. Dies geschah vermutlich, nach den Gepflogenheiten jener Zeit, in einem Palenque (Gerichtskampf), einen Zweikampf geklärt worden, den er verlor. Er wurde zum Verräter und Brudermörder erklärt und war somit unwürdig, den Staat zu regieren und musste seinen Thron räumen.